# Тип 99 (мина)
Тип 99 (Хако-Баку-Рай) — японская противотанковая мина, применявшаяся Императорской японской армией во время Второй китайско-японской войны и Второй мировой войны .
Мина была оборудована взрывателем с часовым механизмом и магнитами для прикрепления её к броне танков или другого транспортного средства, и напоминала формой противотанковую гранату. Мина взрывалась после пятисекундной задержки, что давало достаточно времени для ее броска. Две мины могли быть соединены вместе для большего эффекта, удерживаясь вместе магнитами. В отличие от более поздней немецкой мины-гранаты Hafthohlladung, Тип 99 не относился к кумулятивным боеприпасам и полагался на фугасный эффект устройства для проламывания брони. При использовании по отдельности мина могла пробить 19 мм стали, при этом две уложенные вместе мины могли проломить сталь толщиной 32 мм.

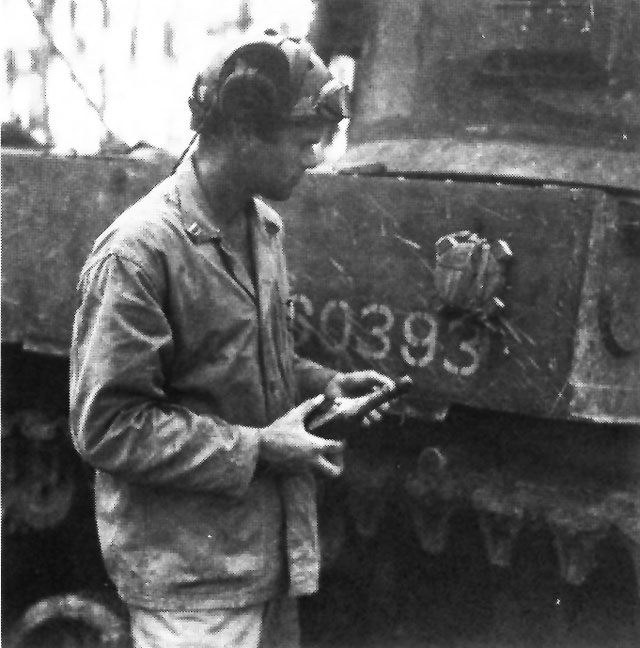